# شيم دونغ وون
شيم دونغ وون (3 مارس 1990 بكوريا الجنوبية - ) هو لاعب كرة قدم كوري جنوبي في مركز جناح ‏. شارك مع منتخب كوريا الجنوبية تحت 23 سنة لكرة القدم. أما مع النوادي، فقد لعب مع بوهانغ ستيلرز وتشونام دراغونز.

## وصلات خارجية
- شيم دونغ وون على موقع دوري كوريا الجنوبية (الإنجليزية)
- شيم دونغ وون على موقع قاعدة بيانات كرة القدم.إي يو (الإنجليزية)
- شيم دونغ وون على موقع Soccerway.com (الإنجليزية)